# Пінат Луї Гарпер
Пінат Луї Гарпер (англ. Peanut Louie Harper; нар. 15 серпня 1960) — колишня американська тенісистка.
Найвищу одиночну позицію світового рейтингу — 19 місце досягла 1 квітня 1985, парну — 31 місце — 6 квітня 1992 року.
Здобула 4 одиночні та 5 парних титулів.
Найвищим досягненням на турнірах Великого шолома було 3 коло в одиночному, парному та змішаному парному розрядах.
Завершила кар'єру 1994 року.

## Фінали турнірів WTA

### Одиночний розряд (4–1)
| Результат | W–L | Дата     | Турнір                                   | Покриття  | Суперниця       | Рахунок       |
| --------- | --- | -------- | ---------------------------------------- | --------- | --------------- | ------------- |
| Перемога  | 1–0 | Вер 1978 | Avon Futures of Northern California, США | Тверде    | Рута Герулайтіс | 7–6, 6–2      |
| Перемога  | 2–0 | Бер 1980 | Avon Futures of Columbus, США            | Тверде    | Бет Нортон      | 6–2, 6–3      |
| Поразка   | 2–1 | Гру 1980 | Tucson Open, США                         | Килим (i) | Трейсі Остін    | 2–6, 0–6      |
| Перемога  | 3–1 | Кві 1984 | Дурбан, ПАР                              | Тверде    | Рене Ейс        | 6–1, 6–4      |
| Перемога  | 4–1 | Січ 1985 | Virginia Slims of Denver 1985, США       | Килим (i) | Зіна Гаррісон   | 6–4, 4–6, 6–4 |

### Парний розряд (5–5)
| Результат | Партнерка            | Дата            | Турнір                                 | Покриття  | Суперниці                      | Рахунок       |
| --------- | -------------------- | --------------- | -------------------------------------- | --------- | ------------------------------ | ------------- |
| Поразка   | Маріта Редондо       | 28 березня 1979 | La Costa Tennis Classic                | Тверде    | Марсі Луї Регіна Маршикова     | 6–2, 2–6, 6–4 |
| Перемога  | Дана Гілберт         | 20 жовтня 1980  | Hit-Union Japan Open                   | Тверде    | Неріда Грегорі Маріе Пінтерова | 7–5, 7–6      |
| Поразка   | Маріта Редондо       | 2 березня 1981  | Avon Championships of Los Angeles 1981 | Тверде    | С'юзен Лео Кім Сендс           | 6–1, 4–6, 6–1 |
| Перемога  | Анна-Марія Фернандес | 29 квітня 1984  | Дурбан, ПАР                            | Тверде    | Клаудія Монтейру Беверлі Моулд | 7–5, 5–7, 6–1 |
| Перемога  | Анна Марія Фернандес | 30 липня 1984   | Virginia Slims of Newport              | Трава     | Лі Антонопліс Беверлі Моулд    | 7–5, 7–6      |
| Поразка   | Гезер Ладлофф        | 29 вересня 1987 | Virginia Slims of New Orleans          | Килим (i) | Зіна Гаррісон Лорі Макніл      | 6–3, 6–3      |
| Перемога  | Пенні Барг           | жовтень 1989    | Virginia Slims of Arizona              | Тверде    | Еліз Берджін Розалін Феербенк  | 7–6, 7–6      |
| Поразка   | Венді Вайт           | 6 серпня 1990   | Virginia Slims of Albuquerque          | Тверде    | Мередіт Макґрат Енн Сміт       | 7–6, 6–4      |
| Поразка   | Ліз Грегорі          | 5 серпня 1991   | Virginia Slims of Albuquerque          | Тверде    | Катріна Адамс Ізабель Демонжо  | 6–7, 6–4, 6–3 |
| Перемога  | Кеммі Макгрегор      | жовтень 1991    | Virginia Slims of Arizona              | Тверде    | Сенді Коллінз Елна Рейнах      | 7–5, 3–6, 6–3 |